# Harmannsdorf
Harmannsdorf là một đô thị ở Korneuburg ở nước Áo. Đô thị này có diện tích 55,55 km², dân số năm 2001 là 3514 người. Đô thị này có cự ly khoảng 5 km về phía bắc Korneuburg trong bang Niederösterreich. 